# Valon Behrami
Valon Behrami (Kosovska Mitrovica,  19. travnja 1985.) je bivši nogometaš i bivši član švicarske nogometne reprezentacije. Švicarski nogometni izbornik objavio je u svibnju 2016. godine popis za nastup na Europskom prvenstvu u Francuskoj, na kojem je se nalazio Behrami.
U braku je sa švicarskom skijašicom Larom Gut-Behrami.

### Reprezentativni golovi
| Broj                                                              | Datum               | Stadion                              | Protivnik | Pogodak | Rezultat | Natjecanje                |
| ----------------------------------------------------------------- | ------------------- | ------------------------------------ | --------- | ------- | -------- | ------------------------- |
| 1                                                                 | 12. studenoga 2005. | Stade de Suisse, Bern, Švicarska     | Turska    | 2:0     | 2:0      | Kvalifikacije za SP 2006. |
| 2                                                                 | 24. svibnja 2008.   | Cornaredo Stadion, Lugano, Švicarska | Slovačka  | 1:0     | 2:0      | Prijateljska              |
| * Golovi u reprezentaciji zadnji su put ažurirani 14. rujna 2019. |                     |                                      |           |         |          |                           |

## Vanjske poveznice
- Homepage von Valon Behrami  Arhivirana inačica izvorne stranice od 2. travnja 2019. (Wayback Machine) (osobna stranica)
- Profil na Transfermarktu
- Profil na Soccerwayu